# Madame Édouard
Pour plus de détails, voir Fiche technique et Distribution.
Madame Édouard est un film réalisé par Nadine Monfils, coproduit par la France, la Belgique et le Luxembourg en 2003 et sorti en salle l’année suivante.

## Synopsis
À Bruxelles, on découvre des cadavres de jeunes femmes, ensevelies derrière des tombes de peintres célèbres… À chacune d’elles, il manque l’avant-bras droit. L'affaire est confiée au commissaire Léon, et l'enquête commence au bistrot « La Mort Subite » où la première victime avait séjourné, et où cohabitent des personnages hauts en couleur. De fil en aiguille, Irma, la femme de ménage du bistrot, se retrouve malgré elle liée à l'affaire.

## Fiche technique
- Réalisation : Nadine Monfils d’après son livre éponyme
- Scénario : Nadine Monfils et Patrick Ligardes
- Producteurs : Jacques Ouaniche, Franck Cabot-David, Olivier Rausin et Jani Thiltges
- Sociétés de production : Noé Productions, Artémis Productions, Samsa Film, France Télévisions, FT12, TPS Cinéma et Sogécinéma 2
- Distribution :  France : TFM Distribution
- Conseiller technique : Jean-Pierre Jeunet
- Pays de production :  France,  Belgique,  Luxembourg
- Format : couleur
- Durée : 97 minutes
- Genre : comédie policière
- Musique : Bénabar
- Photographie : Luc Drion
- Montage : Isabelle Proust
- Casting : Valérie Schiel
- Chef décorateur : Hubert Pouille
- Décors : Lieven Baes et François Dickes
- Costumes : Cynthia Dumont
- Directrice artistique : Céline de Streel
- Dates de sortie : 
  - France : 2 juin 2004
  - Belgique :  16 juin 2004
- Budget : 5,03 M€
- Box-office France : 75 230 entrées

## Distribution
- Michel Blanc : le commissaire Léon
- Didier Bourdon : Irma / Édouard, femme de ménage du bistrot « La Mort Subite »
- Josiane Balasko : Nina Tchitchi, la secrétaire du commissaire Léon
- Dominique Lavanant : Rose, une prostituée et pilier de comptoir du bistrot « La Mort Subite »
- Annie Cordy : Gigi / Ginette, la maman du commissaire Léon
- Rufus : Valdès, un client du bistrot « La Mort Subite »
- Olivier Broche : Bornéo, adjoint du commissaire Léon
- Bouli Lanners : Gégé, le cuisinier du bistrot « La Mort Subite »
- Philippe Grand'Henry : Jeannot, le patron du bistrot « La Mort Subite »
- Julie-Anne Roth : Marie, la fille d'Irma
- Fabienne Chaudat : Mimi
- Andréa Ferréol : la bouchère
- Jean-Yves Tual : le Pin’s
- François Aubineau : le curé
- Jenny Bel'Air : la serveuse guyanaise
- Suzy Falk : la dame au chapeau
- Gérard Pinter : le médecin légiste
- Franck Sasonoff (lb) : un aveugle, client du bistrot « La Mort Subite »
- Raphaël Dewaerseghers : le gardien du cimetière
- Jean-Luc Fonck : Plastic de Charleroi
- Stefan Liberski : Le concierge de Carine